# Les Oluges
Les Oluges è un comune spagnolo situato nella comunità autonoma della Catalogna.